# Brachystele widgrenii
Brachystele widgrenii är en orkidéart som först beskrevs av Heinrich Gustav Reichenbach, och fick sitt nu gällande namn av Rudolf Schlechter. Brachystele widgrenii ingår i släktet Brachystele och familjen orkidéer. Inga underarter finns listade i Catalogue of Life.